# Francisco Avizanda
Francisco Avizanda Contin (né à Isaba, Navarre, en 1955) est un producteur, scénariste, et réalisateur de cinéma espagnol, entre autres de longs-métrages de fiction comme Hoy no se fía, mañana sí (2008) et Sapos y culebras (2013).

## Biographie
En 1988, il rejoint la TVE (la chaîne de Télévision espagnoleue à l'époqu) après avoir produit et réalisé le court métrage de fiction Virtudes Bastián pour cette chaîne. Il réalise ensuite d'autres documentaires, notamment sur l'architecture et l'anthropologie. En 1995, il fonde sa propre société de production (Muxika) avec laquelle il produit et réalise des documentaires sur l'histoire, la sociologie et la nature. En 2008, alors qu'il a presque 55 ans, il dirige son premier long métrage de fiction, Hoy no se fía, mañana sí, periplo de una chivata franquista, une tragédie moderne qui se déroule dans la période sombre de 1956, en pleine dictature en Espagne. Le titre retenu pour la sortie en France en 2010 est On verra demain (à l'ombre de Franco),.
Son deuxième long-métrage de fiction, Toads and Snakes [ en France : D’amour et de dettes ], est un récit moral sur la frénésie d'enrichissement et de corruption en Espagne.
Ses films de fiction et ses documentaires ont été présentés en Espagne, mais aussi dans plusieurs pays européens et en Amérique du Nord. Et diffusés sur de nombreuses chaînes de télévision : WDR et ARD (Allemagne) ; TV5 (France) ; TVE (Espagne);4 Discovery Channel (Canada) ; Canal + (Belgique-Espagne) ; SIC et RTP (Portugal) ; LNK (Lituanie) ; Canal 22 (Mexique) ; KBS (Corée) ; Cyfra+ (Pologne)...
Son long métrage Hoy no se fía, mañana sí [ On verra demain ] a été sélectionné dans de nombreux festivals,, et notamment dans la section officielle en compétition du Festival des films du monde de Montréal 2009, et la section festival du 33e Festival international du film du Caire.

## Filmographie
- 2014 : D'amour et de dettes (Sapos y culebras)[9]
- 2008 : Hoy no se fía, mañana sí, inspiré de la vie de Luis Manuel González-Mata[10].
- 2000 : El impertinente Ulises
- 1995 : Gitanos y chatarreros: la busca
- 1993 : Breve crónica del pueblo selk'nam
- 1990 : Tres arquitecturas[11]
- 1988 : El espejo del tiempo, los Baroja[12]
- 1986 : Virtudes de Bastián
- 1980 : Programa nocturno
- 1979 : Las hojas secas
- 1978 : Pincho de rosa

## Prix
- Pincho de rosa : Premier prix du cinéma basque au Festival international du documentaire et du court-métrage de Bilbao, 1978[13],[14]
- Virtudes Bastián : Grand prix du cinéma basque, Prix international de la Croix Rouge au Festival international du documentaire et du court-métrage de Bilbao, 1986[15],[16]